# The Papercut Chronicles
The Papercut Chronicles is het tweede album van Gym Class Heroes uitgebracht door Fueled by Ramen/Decaydance.

## Lijst van nummers
| Nr. | Titel                                                     | Duur |
| --- | --------------------------------------------------------- | ---- |
| 1.  | Za Intro                                                  | 1:40 |
| 2.  | Papercuts                                                 | 3:26 |
| 3.  | Petrified Life and the Twice Told Joke (Decrepit Bricks)  | 4:53 |
| 4.  | Make Out Club                                             | 4:43 |
| 5.  | Taxi Driver                                               | 1:59 |
| 6.  | So Long Friend                                            | 1:14 |
| 7.  | Everyday´s Forecast                                       | 4:21 |
| 8.  | Pillmatic                                                 | 3:11 |
| 9.  | Simple Livin'                                             | 3:06 |
| 10. | Cupid's Chokehold / Breakfast in America                  | 4:03 |
| 11. | Faces in the Hall                                         | 4:13 |
| 12. | Graduation Day                                            | 1:44 |
| 13. | Apollo 3-1-5                                              | 2:29 |
| 14. | wejustfreestylin'pt2                                      | 3:43 |
| 15. | To Bob Ross with Love                                     | 2:38 |
| 16. | Papercuts (The Reason for the Lesions Remix by Mr. Dibbs) | 3:46 |
| 17. | Kid Nothing vs. the Echo Factor                           | 4:01 |
| 18. | Band Aids                                                 | 4:58 |
| 19. | - Boomerang Theory (Japans Bonus Track)                   | 4:58 |